# Desmodium securiforme
Desmodium securiforme är en ärtväxtart som beskrevs av George Bentham. Desmodium securiforme ingår i släktet Desmodium och familjen ärtväxter. Inga underarter finns listade i Catalogue of Life.